# Der Freisinnige

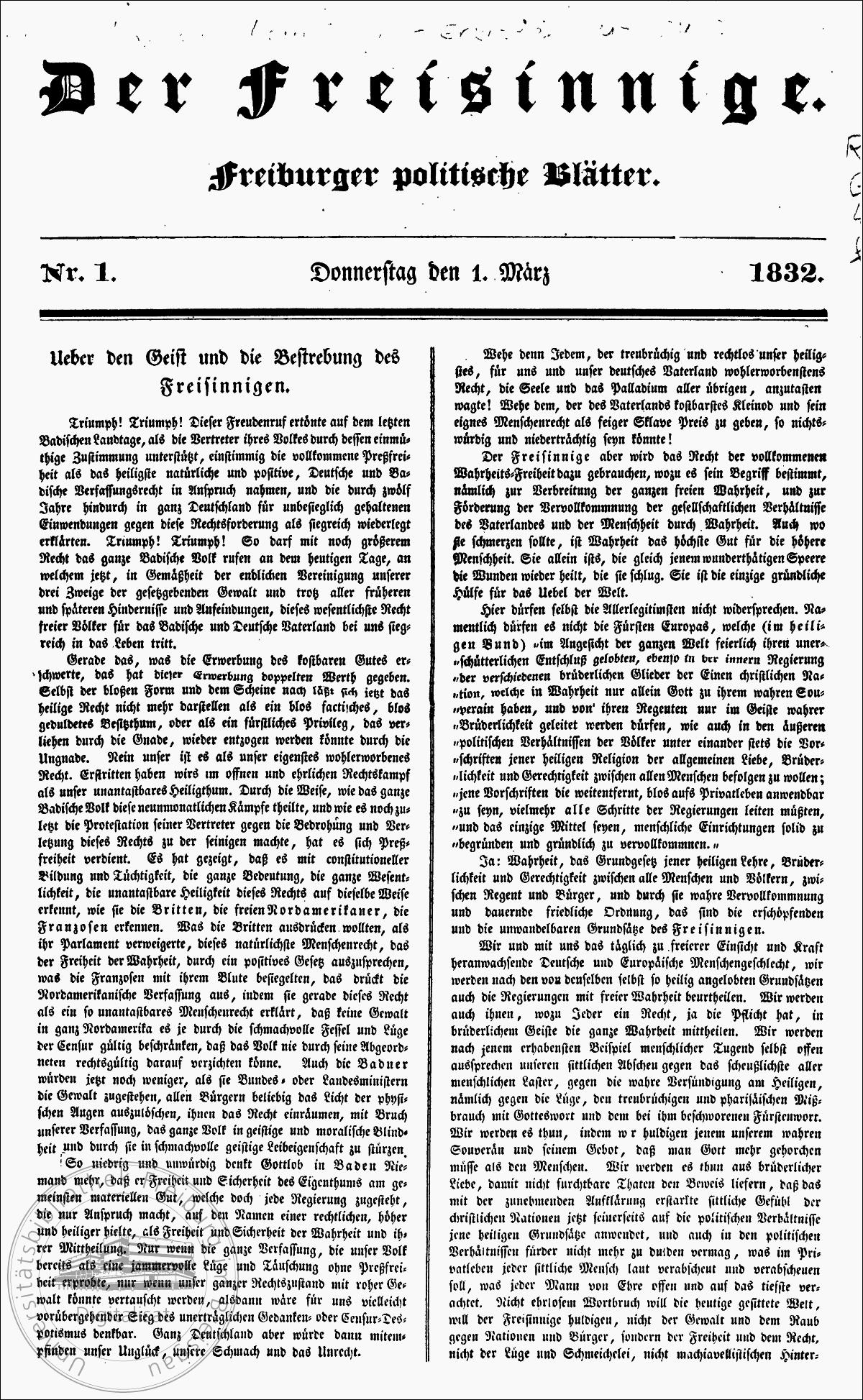
Titelblatt der Erstausgabe vom 1. März 1832

Der Freisinnige. Freiburger politische Blätter war eine liberale Zeitung, die vom 1. März 1832 bis zum 25. Juli 1832 täglich in Freiburg im Breisgau auf vier Seiten erschien und nach nur fünf Monaten und 145 Ausgaben von der badischen Regierung in Karlsruhe verboten wurde.
Die Idee zu der Zeitung entstand schon während der Beratung des Pressegesetzes in der Zweiten Kammer im Jahre 1831. Karl Fromherz, Professor für Chemie an der Freiburger Universität, schlug in einem Brief an Karl von Rotteck vom 11. November 1831 den Titel Der Freisinnige. Freiburger politische Blätter vor. Als einer der Initiatoren der Zeitung, versuchte Fromherz mit diesem Brief Rotteck zur Mitarbeit zu bewegen, nachdem er sich der Unterstützung Carl Theodor Welckers bereits versichert hatte. Weitere Gespräche führte er mit Johann Georg Duttlinger, Joseph Merk, einem Mitglied der zweiten Kammer und Hofgerichtsrat in Freiburg, und Franz Julius Schneller, dem Freiburger Professor für Geschichte. Die Wichtigkeit, die Fromherz der Mitarbeit Rottecks beimaß, drückte er im Brief aus: „Urtheilen Sie nur selbst, welchen Erfolg ein politisches Blatt haben muß, von dem man weiß: Rotteck, Welcker, Duttlinger sind Mitarbeiter.“
Ein weiteres Argument Fromherz' war, es müsse eine Zeitung geben, um dem Gesetz Substanz zu verschaffen. Das etwas im Regierungsblatt stehe, reiche nicht. Zudem gab es in Baden bisher wegen der scharfen Zensur kein der Opposition nahestehendes Blatt. Die vier im Großherzogtum zugelassenen Zeitungen waren die Karlsruher Zeitung, als halboffizielles Regierungsblatt mit dem Schwerpunkt Hof- und Außenpolitik, die den absolutistischen Kräften nahestehende Mannheimer Zeitung, die Freiburger Zeitung und die Konstanzer Zeitung, die sich auf eine lokale unpolitische Berichterstattung beschränkten.
Die Finanzierung des Freisinnigen sollte über die Zeichnung von Aktien erfolgen, und das so bereitgestellte Kapital von ca. 4000 fl. mit 5 % verzinst werden. Der Zinssatz war bewusst niedrig gewählt, die Aktien waren keine günstige Kapitalanlage, sondern dienten einzig dem Erhalt der Zeitung. Der Freisinnige sollte keine Gewinne erzielen, wenngleich der Preis für das Jahresabonnement von 10 fl deutlich über den 7 fl der Freiburger Zeitung lag.
Rotteck, Welcker und Duttlinger stimmten mit der Konzeption überein, so dass Welcker am 2. Februar 1832 die erste Ausgabe für den 1. März ankündigen konnte. Er hatte den Termin bewusst auf dieses Datum gelegt, war es doch der Tag des Inkrafttretens des neuen liberalen Pressegesetzes. Diesen Tag feierten die Freiburger Liberalen mit einem Festmahl. Anschließend zogen Studenten mit Fackeln vor die Wohnungen Rottecks und Welckers. Gleich als ob jetzt ein neues Zeitalter heraufziehe, sprach Welcker noch einmal nach Mitternacht vom dritten Stockwerk seiner Wohnung beim Breisacher Tor auf das einige freie Germanien, und unten standen, die Kehlen heiser von einem improvisierten Bardengesange des Herrn von Reichlin-Meldegg, die Studenten aller Fakultäten, das junge Deutschland.
Als programmatische Erklärung der neuen Zeitung übernahm Welcker Fromherz' Text: „Der Freisinnige widmet seine Kräfte der großen Sache der Constitution in ganz Deutschland. Er wird im liberalen Sinne, freimüthig und furchtlos, doch würdig, besonnen, und fern von leidenschaftlichen Übertreibungen redigiert seyn.“. 
Mit der Umsetzung der Karlsbader Beschlüsse wuchs der vom Frankfurter Bundestag ausgehende Druck auf die badische Regierung, das liberale Pressegesetz zurückzunehmen. Als die Karlsruher Regierung dem Druck nachgab, wurde Der Freisinnige nach nur fünf Monaten verboten. Auch wenn die Zeitung nur kurz in der Zeit des Hambacher Fests existierte, setzte sie ein deutliches Zeichen für Pressefreiheit. Es blieb die Erinnerung, und so war die Pressefreiheit eine der Grundforderungen der badischen Revolution. Am 1. März 1848 verkündete die Karlsruher Regierung die Wiedereinführung des Pressegesetzes von 1831, welches allerdings mit der Niederschlagung der Erhebung in Baden 1849 wieder zurückgenommen wurde.